# Рассел Швайкарт
Рассел Швайкарт (англ. Russell Schweickart, 25 жовтня 1935, Нептьюн, штат Нью Джерсі, США) — астронавт США, військовий льотчик (1956—63).

## Біографія
Закінчив 1956 року Массачусетський технологічний інститут. З 1963 року — у групі астронавтів. Разом з Дж. Макдівіттом і Д. Скоттом 3-13 березня 1969 року здійснив політ у космос на космічному кораблі «Аполлон-9» як пілот місячної кабіни. Під час польоту відпрацьовувалось стикування з місячною кабіною і самостійний її політ, провадились також різні дослідження. Швайкарт виходив у відкритий космос, час перебування у відкритому космосі — 1 година 8 хвилин.
Пішов з загону астронавтів у травні 1974 року. З травня 1974 по липень 1979 працював у штаб-квартирі НАСА у Вашингтоні директором у Відділі застосування результатів космічних досліджень і розробок.
З 1977 року працював помічником губернатора Каліфорнії Едмунда Брауна з питань науки і техніки. Відповідав за роботу аварійних служб і Національної гвардії штату. З серпня 1979 працював головою Каліфорнійської енергетичної комісії.

## Зовнішні посилання
- Schweickart's official NASA biography [Архівовано 4 червня 2016 у Wayback Machine.] (англ.)